# Jan Neruda
Jan Neruda (teljes nevén: Jan Nepomuk Neruda) (Prága, 1834. július 10. – Prága, 1891. augusztus 22.) cseh újságíró, író, költő és műkritikus volt; a cseh realizmus egyik legjelentősebb képviselője és a Májusi iskola (Májovci) tagja.

## Élete
Prágában egy fűszeres fiaként. Fiatalon a Kisoldalban élt. Kezdetben az Újezd utcában laktak, később, amikor négyéves volt, az Ostruhová utcába költöztek (ez ma az ő tiszteletére Nerudova utca), ahol egy Ház a két naphoz „(U Dvou Slunců)” nevű házuk volt.
Tanulmányait 1845-ben kezdte a helyi gimnáziumban, majd 1850-ben a Klementinumban lévő akadémiai gimnáziumban folytatta. Kedvenc írói ebben az időben Heine, Byron, Shakespeare, Karel Hynek Mácha és Václav Bolemír Nebeský voltak.
Érettségi után jogi tanulmányokba kezdett, de abbahagyta. Rövid ideig hivatalnokként dolgozott, ami nem elégítette ki ambícióit,  ezért úgy döntött, hogy filozófia és filológia szakon tanul a Károly Egyetemen. Ezután tanárként dolgozott 1860-ig, amikor szabadúszó újságíró és író lett.
Pályafutását a Nemzeti Lapoknál (Národní listy) kezdte. Később az Életképek (Obrazy života) és az Idő (Čas) című lapoknál dolgozott.  Közreműködött a Virágok "(Květy)" a Lumír című lapokban is.
Egy olyan írónemzedék tényleges vezetőjévé vált, amelyhez  Karolina Světlá, Vítězslav Hálek, Adolf Heyduk és Karel Sabina is tartozott.  Elkötelezett volt Karel Hynek Mácha örökségének folytatása iránt. Munkáikat az irodalmi almanachban Máj címmel jelentették meg.
1871-re különböző csoportok Nerudát nemzetárulónak bélyegezték, ezért úgy döntött, hogy egy kis időt hazájától távol tölt; meglátogatta Olaszországot, Görögországot, Franciaországot, Németországot, Magyarországot és Egyiptomot. Ezekről az utazásokról részletes feljegyzéseket vezetett, amelyek érdekes tanúságot tesznek életéről és koráról, különböző meglátásokkal, amelyek bizonyítják jó megfigyelőképességét.
1883-tól haláláig a prágai Újvárosban (Nové Město), a Vladislavova utca 1382/14. szám alatt lakott.
Neruda erősen introvertált ember volt, bár barátja volt Bedřich Smetana zeneszerzőnek. Soha nem nősült meg, de szoros kapcsolatot tartott Anna Holinovával és Karolína Světlával. Holinová volt első szerelme; számos versét neki írta. Apja révén találkozhatott Božena Němcová és Karel Jaromír Erben híres cseh nacionalista írókkal is.
Második szerelme Světlá volt, egy férjes asszony, aki szintén író volt. Műveikkel érzelmileg támogatták egymást, a nő anyagilag is támogatta őt. Amikor Neruda eladósodott, a nő eladott egy értékes brosst, és kölcsönadta neki a pénzt. Sajnos a férje rájött erre, és arra kényszerítette, hogy szakítsanak. Az összes levelet át kellett adnia, amit egymásnak írtak. Ezekből a levelekből készült a Příběh lásky a cti (A szerelem és a becsület története) című film. A költő egész életében anyagi nehézségek között élt, noha rendkívül termékeny és elismert újságíró volt. Heti rovata vol a Nemzeti Lapokban, színházi tudósítóként és irodalmi kritikusként dolgozott, és több népszerű tudományos folyóiratot szerkesztett. Édesanyjával szoros kapcsolatot ápolt. Az 1869-ben bekövetkezett halála nagy hatással volt rá, és ez szomorúbb hangot adott műveinek.
Neruda munkásságában támogatta a cseh nemzeti megújulás és a cseh nacionalizmus népszerűsítését. Részt vett nemzedéke valamennyi központi kulturális és politikai küzdelmében, és érzékeny kritikusként szerzett magának hírnevet. Neruda Vítězslav Hálek mellett az új irodalmi irányzatok egyik legjelentősebb képviselőjévé vált.

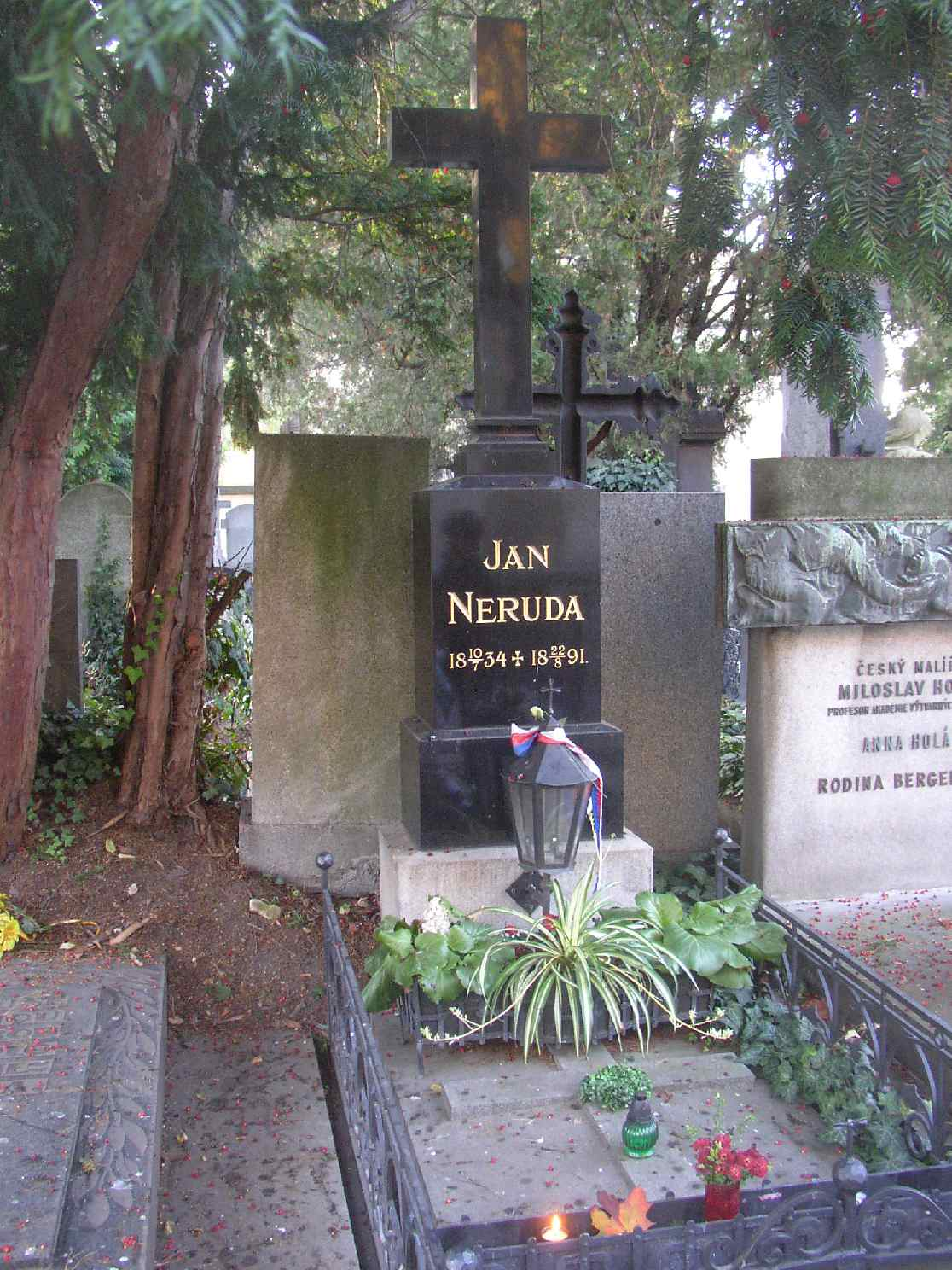
Neruda sírja

1880-tól visszértágulattal szenvedett, ami hozzájárult számos betegséghez, amelyek élete hátralévő részében sújtották. 1888 telén, megcsúszott a jégen és összetörte a térdkalácsát. Ettől kezdve futárokkal szállíttatta cikkeit a Národní listy-nek. 1891. augusztus 22-én halt meg emésztőrendszeri gyulladásban, amelyet bélrák okozott.
A prágai Vyšehradi temetőben temették el. Temetése a cseh nacionalista érzelmek kifejezésének jeles napja lett.

## Művei
Janho Hovora álnévvel adta ki: Knihy versu (Prága 1868); írta még: Kosmicke pisně (ugyanott, 1879) című költeményeket is. Prózai dolgozatai közül a  legsikerültebbek a németre is lefordított Genrebilder aus dem Prager Leben (Lipcse, 1883) és Kleinseitner Geschichten (uo. 1884), stb. Írt több irodalomtörténeti és esztétikai értekezést a Národni Listy folyóiratba; megpróbálkozott a drámával is, de kevesebb sikerrel. Tárcái négy kötetben jelentek meg (1876-79); összes munkáit Hermann adta ki (1894 és köv.).

### Költészet

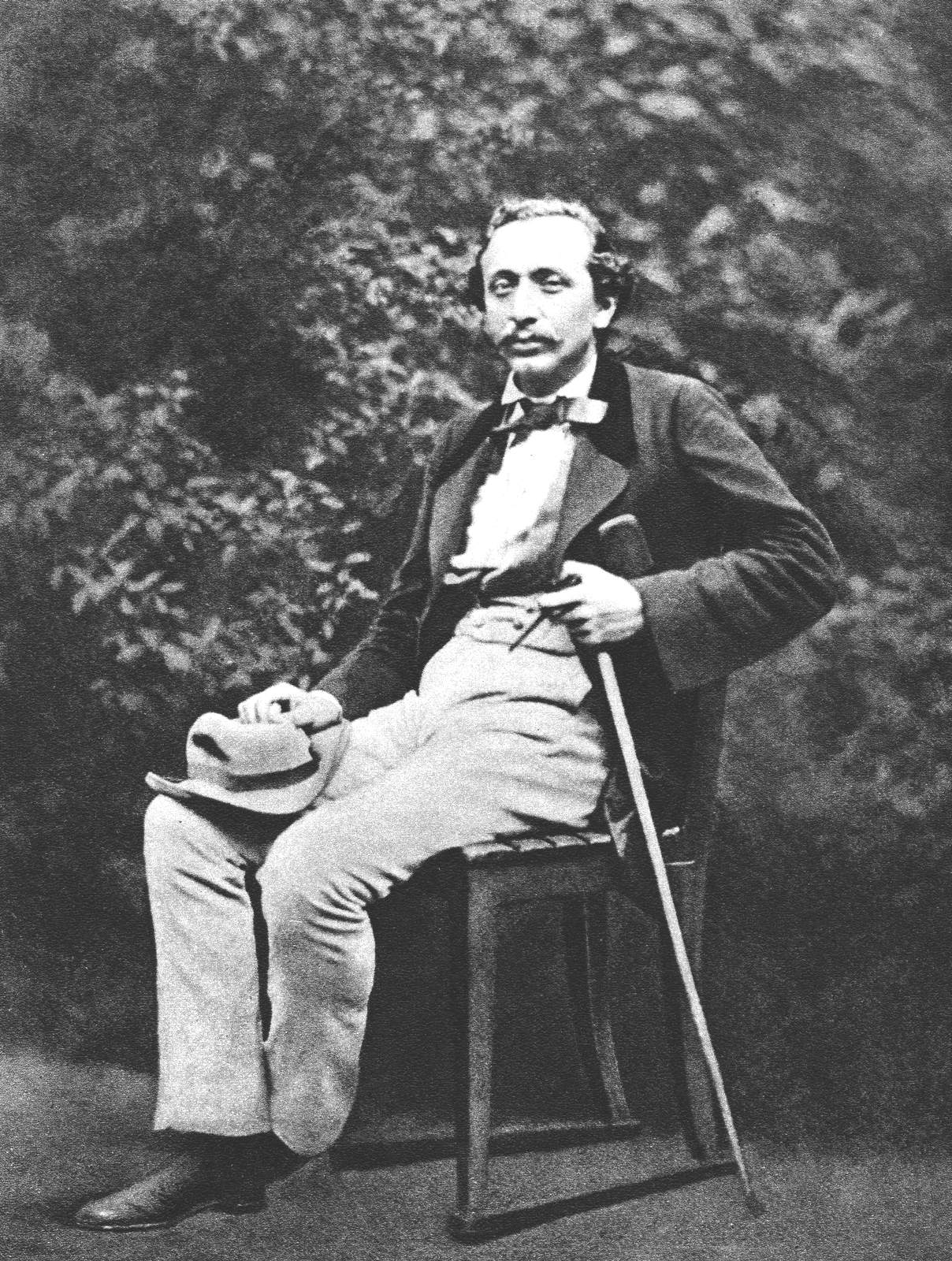
Jan Neruda

- Hřbitovní kvítí ("Temetői virágok") - Első versei. 1858-ban jelent meg. Az egész könyv pesszimista, szkeptikus és reménytelen. A Versek a korabeli élettel, társadalmakkal, a Nemzet tétlenségével, a beállított erkölcs ellenállásával szembeni csalódottságból nőnek ki. Van egy társadalmi kérdés is, amely a szegénységgel foglalkozik. Nem bízik a szerelemben és az emberekben. A magányosság érzései, hevület.
- Knihy veršů ("Versek könyvei") - 1867-ben jelent meg. Ezekben a versekben nemzeti érzelmű identitásának kibontakozása mellett szülei iránti szeretetét mutatja ki. Ez a könyv sokkal olvasmányosabb, mint más könyvei. Még itt is megtaláljuk komor társadalmi balladáit. Ez a könyv három részből áll: 1. Kniha veršů výpravných výpravných. ("Elbeszélő versek könyve"), 2. Kniha veršů lyrických a smíšených ("Lírai és vegyes versek könyve") 3. Kniha veršů časových a příležitostných ("Idő és alkalmi versek könyve").
- Písně kosmické ("Kozmikus dalok") - 1878-ban jelent meg. Ezekben a versekben felfedezi élete értelmét, megpróbál optimista lenni, reagál a tudomány és a technika fejlődésére. A kozmikus testeket és az emberi tudásvágyat ünnepli. A világnak materialista felfogása van. Ez a mű a „Májovci” nevű nemzedék érzéseit fejezi ki.
- Balady a románc ("Balladák és románcok")" - 1878 és 1883 között jelent meg. Vegyíti a balladákat a románcokkal, így azok gyakran ellentétesnek hangzanak. A balladák gyakran dolgoznak fel nemzeti témákat a Bibliaból vagy régi legendákból, és megjelenik az anya-fiú kapcsolat témája is. Néhány kedvelt ballada vagy románc például a Romance štědrovečerní ("Karácsonyi románc"),  Balada česká ("Cseh ballada") vagy Balada o duši K. H. Borovského ("Ballada K. H. Borovský lelkéről").
- Prosté motivy ("Egyszerű témák / Egyszerű motívumok") - 1883-ban jelent meg. Ez az ő bensőséges naplója. A természetes téma itt igazán fontos. Az emberi élet egybeesik az évszakok ciklusával. Tavaszi = fiatalság, nyár = érettség, ősz = öregség, tél = halál. Ezt az időszakot írja le.
- Zpěvy páteční ("Pénteki dalok") - 1896-ban jelent meg. Ez az ő csúcsműve. Ez a könyv halála után jelent meg, Jaroslav Vrchlický készítette. A nemzet életét a Nagy Sorshoz hasonlítja, megmutatva a feltámadásba vetett hitet. A nemzet iránti nagy szeretetről beszél, és a nemzeti történelemről elmélkedik - a huszitizmus felé fordul. A könyv egyes részei V zemi kalichu kalichu ("A kehely országában"), Anděl strážný, Anděl strážný ("Őrangyal"), Ecce homo és Láska ("Szerelem").

### Próza
- Arabesky - Ez az első prózai könyve,1864-ben jelent meg. Ez egy novellákból álló sorozat, amelynek magját az 1850-es évek végén és az 1860-as évek elején született történetek alkotják. E novellák előterében nincs cselekmény, csak leíró jellegzetességek, elmélkedés és párbeszédek. Jelentős a humor, az irónia, a szarkazmus. Sajátos figurák szerepelnek a könyben, vannak, akik a környezetükkel kontrasztban vannak megörökítve. Ezek főként perifériára szorult emberek, akiket a társadalom kiiktatott. Neruda feltárja szomorú és tragikus pillanataikat, teljes értékűnek, érzelmileg gazdagnak mutatja be őket. Ezáltal szembeállítja őket az előítéletekkel és kora konvencionális szemléletével. Neruda saját élményeit és  környezete ismerős alakjait használja fel, az olvasóknak csak részleteket mutat be a szereplők életéből.
- Různí lidé ("Különböző emberek") - Tanulmányok és képek a külföldön megismert emberek természetéről és sorsáról.
- Trhani - Egy regény a vasutasokról.
- Pražské obrázky ("Prágai képek") - Ez a könyv a szegények életét örökíti meg.
- Povídky malostránské ("Mesék a Kisnegyedből") - Ez a prózai műve, amely 1877-ben jelent meg. Az 1848 előtti prágai Kisnegyed képét saját emlékei alapján alkotta meg. Neruda történetei elkalauzolják az olvasót annak utcáira és udvaraira, üzleteibe, templomaiba, házaiba és éttermeibe. A cseh polgárság jellegzetes alakjait mutatja be. Tulajdonságaikat humorral mutatja be,  kritizálja a helyi életet. A regényszerűen felépített történet formáját használja, elbeszélése olykor a mindennapi élet apró felvételek sorozatából áll. A hősöket pontosan jellemzi. A regényt 1957-ben fordította le angolra Ellis Peters regény- és krimiíró.
- Praha ("Prága")

### Színházi darabok
- Ženich z hladu ("Az éhség násza")
- Prodaná láska ("Eladott szerelem")
- Merenda nestřídmých
- Francesca di Rimini
- Žena miluje srdnatost
- Já to nejsem ("Ez nem én vagyok")

### Tárcák
- Žerty hravé a dravé ("Játékos és ragadozó viccek")
- Studie krátké a kratší ("Rövid és rövidebb tanulmányok")
- 'Menší cesty ("Kisebb utazások")
- Obrazy z ciziny ("Képek külföldről")

### Újságírás
- Obrazy z ciziny ("Képek külföldről")
- Rodinná kronika ("Családi krónika")

## Emlékezete
- Halála után az Ostruhová utcát, amely számos novellájának helyszíne volt, az ő tiszteletére nevezték át Nerudovára.
- Neftalí Ricardo Reyes Basoalto chilei költő, csodálatának kifejezésére, felvette a Pablo Neruda álnevet.[22][23]
- Andrew J. Feustel magával vitte a Cosmic Songs egy példányát az STS-125 űrrepülőgépes küldetésre.
- A Jan Neruda Gimnázium róla kapta a nevét.
- Jan Neruda szobra, Prága
- 1875 Neruda (1969 QQ), egy 1969-ben Luboš Kohoutek által felfedezett főövi aszteroidát neveztek el róla.[24]

## Magyarul
- Moldvaparti históriák; ford. Götzl Andor; Magyar Könyvtár, Bratislava, 1951
- Történetek a régi Prágából. Elbeszélések; ford. Götzl Andor, előszó Kovács Endre; Szépirodalmi, Bp., 1951
- Régi Prága, régi Pest. Karcolatok, tárcák, elbeszélések, útirajzok; vál., bev. Milan Pišút, ford. Babos László; Magyar Kiadó, Bratislava, 1955
- Történetek a régi Prágából és egyéb elbeszélések; ford. Götzl Andor, Réz Ádám, vál. Dobosy László, bev. Kovács Endre; Európa, Bp., 1957 (A világirodalom klasszikusai)
- Válogatott költemények; ford. Sipos Győző, bev. Milan Pišut; Szlovákiai Szépirodalmi Kiadó, Bratislava, 1958
- Történetek a régi Prágából; vál. Dobossy László, ford. Götzl Andor, Réz Ádám, előszó Zalabai Zsigmond; Európa–Madách, Bp.–Bratislava, 1983 (A cseh irodalom könyvtára)
- Prágai történetek; ford. Götzl Andor, Réz Ádám; Alinea, Bp., 2009

## Fordítás
- Ez a szócikk részben vagy egészben  a   Jan Neruda című angol Wikipédia-szócikk ezen változatának fordításán alapul.  Az eredeti cikk szerkesztőit annak laptörténete sorolja fel. Ez a jelzés csupán a megfogalmazás eredetét és a szerzői jogokat jelzi, nem szolgál a cikkben szereplő információk forrásmegjelöléseként.